# Université russo-arménienne
 (février 2022).
La mise en forme du texte ne suit pas les recommandations de Wikipédia : il faut le « wikifier ».
Les points d'amélioration suivants sont les cas les plus fréquents. Le détail des points à revoir est peut-être précisé sur la page de discussion.
- Les titres sont pré-formatés par le logiciel. Ils ne sont ni en capitales, ni en gras.
- Le texte ne doit pas être écrit en capitales (les noms de famille non plus), ni en gras, ni en italique, ni en « petit »…
- Le gras n'est utilisé que pour surligner le titre de l'article dans l'introduction, une seule fois.
- L'italique est rarement utilisé : mots en langue étrangère, titres d'œuvres, noms de bateaux, etc.
- Les citations ne sont pas en italique mais en corps de texte normal. Elles sont entourées par des guillemets français : « et ».
- Les listes à puces sont à éviter, des paragraphes rédigés étant largement préférés. Les tableaux sont à réserver à la présentation de données structurées (résultats, etc.).
- Les appels de note de bas de page (petits chiffres en exposant, introduits par l'outil «  Source ») sont à placer entre la fin de phrase et le point final[comme ça].
- Les liens internes (vers d'autres articles de Wikipédia) sont à choisir avec parcimonie. Créez des liens vers des articles approfondissant le sujet. Les termes génériques sans rapport avec le sujet sont à éviter, ainsi que les répétitions de liens vers un même terme.
- Les liens externes sont à placer uniquement dans une section « Liens externes », à la fin de l'article. Ces liens sont à choisir avec parcimonie suivant les règles définies. Si un lien sert de source à l'article, son insertion dans le texte est à faire par les notes de bas de page.
- La présentation des références doit suivre les conventions bibliographiques. Il est recommandé d'utiliser les modèles {{Ouvrage}}, {{Chapitre}}, {{Article}}, {{Lien web}} et/ou {{Bibliographie}}. Le mode d'édition visuel peut mettre en forme automatiquement les références.
- Insérer une infobox (cadre d'informations à droite) n'est pas obligatoire pour parachever la mise en page.

Pour une aide détaillée, merci de consulter Aide:Wikification.
Si vous pensez que ces points ont été résolus, vous pouvez retirer ce bandeau et améliorer la mise en forme d'un autre article.
L'Université russo-arménienne (RAU) est une université intergouvernementale placée sous l'autorité conjointe de la fédération de Russie et de l'Arménie. L'université a le statut d'établissement d'enseignement supérieur dans les deux États. Les langues d'enseignement et de communication à l'université sont le russe et l'arménien. Des secteurs de l'éducation russe et arménien opèrent à la RAU. Une fois diplômés, les étudiants reçoivent deux diplômes d'État : arménien et russe.

## Histoire
L'Université russo-arménienne a été créée à la suite de l'accord interétatique entre la république d'Arménie et la fédération de Russie en 1997. En 1999, l'académicien Levon Mkrtchyan, docteur en philologie, est devenu le premier recteur de l'université. Le recteur actuel est Armen Darbinyan.
Les premiers étudiants ont été inscrits en février 1999 en droit, administration publique et municipale et journalisme. Depuis lors, l'université n'a cessé de croître et d'englober de nouveaux domaines d'enseignement et de recherche.
À partir de 2002, des centres scientifiques, des institutions et des groupes de recherche sur les problèmes se sont développés au sein de l'université. La même année, RAU a ouvert un cours de troisième cycle.
En 2004, la reconstruction du bâtiment principal a été achevée, tandis qu'en 2009, RAU a ouvert son propre complexe sportif.
Le 29 avril 2005, la RAU a été accréditée par le ministère de l'Éducation et des Sciences de la fédération de Russie.

## Composantes

### Faculté de droit et de science politique
- Département de droit constitutionnel et de droit municipal
- Département de science politique
- Département de droit international et de droit européen
- Département de théorie et d'histoire du droit et de l'État
- Département de droit pénal et de procédure pénale
- Département de droit civil et de procédure civile
- Département de la politique mondiale et des relations internationales

### Faculté de Mathématiques et de Haute Technologie
- Département de mathématiques et de modélisation mathématique
- Département de programmation des systèmes informatiques
- Département de cybernétique mathématique
- Département d'électronique quantique et optique
- Département de physique générale et nanostructures quantiques
- Département de technologie des matériaux et structure de la technique électronique
- Département des télécommunications
- Département de bioingénierie, bioinformatique et biologie moléculaire
- Département de chimie générale et pharmaceutique
- Département de biochimie médicale et de biotechnologie
- Département des schémas et systèmes microélectroniques (conjointement avec la société "Synopsis Armenia")

### Faculté d'économie et Business school
- Département de théorie économique et enjeux des économies en transition
- Département d'économie et des finances
- Département de la gestion, des affaires et du tourisme

### Faculté des sciences humaines
- Département de langue et littérature arméniennes
- Département de théorie du langage et de la communication interculturelle
- Département de psychologie
- Département d'histoire mondiale et d'études régionales
- Département de philosophie
- Département de langue russe et de communication professionnelle
- Département de littérature et culture mondiales

### Institut des médias, de la publicité et de la production cinématographique
- Département de journalisme
- Département des industries créatives